# Холцим Србија
Холцим је међународна компанија основана у Швајцарској 1912. године. Данас је један од водећих светских произвођача цемента и агрегата, а такође производи и готов бетон и асфалт и нуди грађевинске услуге. Холцим, као глобална компанија, запошљава око 80.000 људи, поседује производне погоне у око 70 земаља, распрострањених на свих 5 континената. Са циљем да задржи избалансиран портфолио, пословна стратегија овог предузећа се заснива на континуираном расту у развијеним економијама и високо развијеним тржиштима. Холцим је назван „лидером индустрије” и на тај начин признат као компанија са најбољим перформансама одрживости у индустрији грађевинског материјала за четири узасопне године. Цементара у Србији смештена је у Централној Србији, у селу Поповац, близу Параћина, који се налази 160 км јужно од Београда. У 2006. је отворена и фабрика бетона Београд- Исток у Београду.

## Профил компаније
Годишњи капацитети цементаре јесу 1 350 000 тона цемента и везива. Од првог јануара 2012. године, почињу са производњом новог специјалног сулфатноотпорног цемента ЦЕМ ИИИ/Б 32,5 Н-СР/ЛХ као и са новим типом везива за малтерисање и зидање.
Холцим (Србија) д.о.о. поседује следеће сертификате: ИСО 9001, ИСО 14001 и ОХСАС 18001. 
Холцим (Србија) д.о.о. производи четири врсте цемента, две врсте везива и широк спектар различитих врста бетона.
У току 2011. године настављено је са значајним улагањима у побољшање технологије производног процеса, заштиту животне средине, као и у пројекте друштвено одговорног пословања.
У цементари је тренутно запослено 334 радника.

## Производи

### Цемент за индивидуалну градњу
Холцим (Србија) д.о.о. производи цемент који се до купаца допрема искључиво џакиран, спакован на палете и заштићен висококвалитетном фолијом.
Идеја да се производи само један тип Холцим цемента произашла је из намере да се помогне и олакша избор цемента широком кругу потрошача који користе џакиран цемент. 
По проценама компаније, градњом са новим типом Холцим цемента у врећама могуће је испоштовати све захтеве који се постављају у индивидуалној градњи.

### Цемент у ринфузу

#### Цемент за фабрике бетона
Холцим (Србија) д.о.о. производи цемент намењен фабрикама бетона.

#### Специјални цемент
Сулфатноотпорни цемент ниске топлоте хидратације
- Отпоран на дејство сулфата
- Цемент ниске топлоте хидратације
- Погодан за производњу обичних бетона у летњим условима

Компанија Холцим (Србија) д.о.о. је први домаћи произвођач специјалног сулфатноотпорног цемента који је уједно и цемент ниске топлоте хидратације. Овај специјални цемент је веома важан за инфраструктурне пројекте. Коришћењем овог цемента добијају се бетони продужене трајности чак и у случају изложености бетона сулфатној агресивности. Препоручује се и произвођачима обичног бетона, посебно у летњим условима, тј. када су спољне темпаратуре више од 20 °C.

#### Цемент за производњу бетона са посебним својствима
Цемент без додатака, ЦЕМ И 52,5 Р, добија се процесом млевења висококвалитетног портланд-цементног клинкера уз додатак оптималне количине гипса. Овај цемент се користи за израду преднапрегнутих конструкција и елемената од бетона.

#### Цемент за производњу сувих малтера
Цемент без додатака, ЦЕМ И 42.5 Р, добија се процесом млевења висококвалитетног портланд-цементног клинкера уз додатак оптималне количине гипса.
Овај цемент се користи за производњу сувих малтера.

### Везива

#### Везиво за малтерисање и зидање
Везиво за малтерисање и зидање, које се до купаца допрема џакирано у врећама од 25 кг, спаковано на палете и заштићено висококвалитетном фолијом, а по потреби купаца допрема се и у расутом стању, односно транспортује се и у ринфузу цистернама до крајњих потрошача.

#### Везиво за стабилизацију носећег слоја коловоза
Везиво за стабилизацију носећег слоја коловоза, намењено пре свега грађевинским фирмама које се баве изградњом путева.
Поред оптималних почетних и крајњих чврстоћа, битна карактеристика овог везива је и оптималан почетак везивања.

### Бетон
Холцим фабрика производи следеће врсте бетона:
- Стандардне бетоне са различитим класама чврстоћа.
- Пумпане бетоне са различитим класама чврстоћа, одговарајуће обрадивости са довољном количином цементног малтера за смањење трења у контакту са унутрашњом површином цевовода током транспорта.
- Водонепропусне бетоне са различитим класама чврстоћа, отпорне на продирање воде под одређеним притиском.
- Бетоне отпорне на деловање мраза са различитим класама чврстоћа, чији пад чврстоће након 200 циклуса смрзавања није већи од 25%. Употребљавају се на местима изложеним деловању мраза (мостови, надвожњаци, итд).
- Бетоне отпорни на комбиновано деловање мраза и соли за одмрзавање са различитим класама чврстоћа, захваљујући њиховој постојаности не долази до појава љуштења оваквог бетона уграђеног у конструкцију.
- Млазне бетоне карактеристичне по уградњи шприцањем суве или влажне смеше у коју се на месту уградње додаје убрзивач и под притиском се потискује кроз посебне млазнице и усмерава на подлогу.
- Самоуградиве бетоне са различитим класама чврстоћа, са својством доброг разливања и самозбијања.[7]

### Агрегати
Компанија Холцим Србија осим у производњи цемента и бетона присутна је и на тржишту агрегата од 2009. године када је на тендеру приватизовала ДТД Каменко Гагрчин из Сомбора.
На продајним местима у Војводини (Сомбор, Врбас, Нови Бечеј и Кикинда) продају искључиво природни шљунак.
На продајним местима у Новом Саду и Београду продају различите врсте агрегата.

## Услуге

### Набавка
Холцим успоставља дугорочне односе са садашњим и потенцијалним добављачима кроз уговорне партнерске односе на међународном, регионалном и локалном нивоу. 

## Одрживи развој

### Друштвена одговорност
Холцим се залаже за одржив економски развој који обухвата комбинацију знања, креативности и иновације. 
Друштвена одговорност је један од најважнијих елемената пословања, и служи као смерница приликом доношења исправних пословних одлука и предузимања одговарајућих акција.

### Заштита животне средине
Холцим у Србији, као компанија посвећена одрживом развоју, предано ради на минимизирању и елиминисању свих утицаја на животну средину који јесу или би могли бити проузроковани његовим активностима. Непрестана тежња ка побољшању учинка у заштити животне средине обухвата:
- Идентификовање свих аспеката животне средине, што значи, идентификовање свих активности, производа и услуга компаније, који би могли имати утицаја на животну средину.
- Рад у складу са релевантним законима, стандардима и осталим захтевима, као и дефинисање и примену интерних правила и прописа у складу са захтевима система за управљање заштитом животне средине.
- Праћење, мерење, смањење и спречавање испуштања загадјујућих материја у животну средину, било да је у питању ваздух, вода или земљиште.
- Очување природних ресурса смањењем употребе традиционалних горива и сировина и заменом одговарајућим алтернативним горивима и сировинама.
- Интегрисано управљање отпадом, са посебним акцентом на смањењу стварања опасног и осталих врста отпада, поновној употреби и рециклирању материјала (где је то могуће) и одлагању отпада на одговоран и безбедан начин.
- Заштиту и обнављање биодиверзитета на месту извођења активности и у његовом окружењу, као и смањење негативног визуелног утицаја на пределе.
- Обуку и подстицање запослених да делују превентивно и да непрекидно раде на побољшању заштите животне средине.[9]